# Ligne de Nancy à Metz
 (novembre 2021).
Si vous disposez d'ouvrages ou d'articles de référence ou si vous connaissez des sites web de qualité traitant du thème abordé ici, merci de compléter l'article en donnant les références utiles à sa vérifiabilité et en les liant à la section « Notes et références ».
Cet article court présente un sujet plus développé dans : Ligne de Frouard à Novéant et Ligne de Lérouville à Metz-Ville.
La Ligne de Metz à Nancy constitue un itinéraire ferroviaire entre les villes de Nancy et Metz, toujours en service, qui était autrefois considérée comme une seule entité.
Inaugurée le 10 juillet 1850, elle est désormais référencée comme deux entités.
- La Ligne de Frouard à Novéant
- La Ligne de Lérouville à Metz-Ville.

La ligne de Frouard à Novéant correspond à la partie sud de la ligne Nancy - Metz entre Frouard, où elle se détache de la ligne de Noisy-le-Sec à Strasbourg-Ville à proximité de Nancy et Novéant, ancienne gare-frontière de l'Alsace-Lorraine lors de son rattachement à l'Allemagne.
La ligne de Lérouville à Metz-Ville reprend la portion nord de la ligne Nancy - Metz. Le reste de cette ligne est constitué de portions de ligne construites dans les années 1870 ou durant l'entre-deux-guerres.